# Єрошкін Вадим Володимирович
Вади́м Володи́мирович Єро́шкін — гвардії полковник Збройних сил України.

## З життєпису
Льотчик, частина базується в Мелітополі, 25-а повітряно-десантна бригада (Україна), заступник командира. Брав участь у операції «Північний сокіл-2010» літаком Іл-76 по доставленню понад 480 тисяч літрів авіаційного гасу з авіабази Туле на станцію «Норд» (острів Гренландія). Станом на 2010 рік мав 1400 годин нальоту. Участь у місії до Гренландії брав і 2011, 2013 та 2014 року.

## Нагороди
- 19 липня 2014 року — за особисту мужність і героїзм, виявлені у захисті державного суверенітету та територіальної цілісності України, вірність військовій присязі під час російсько-української війни, відзначений — нагороджений орденом Богдана Хмельницького III ступеня.
- 15 червня 2020 року — медаллю «За військову службу Україні»[1].